# SIX Group
SIX Group — ключевая компания инфраструктуры финансового рынка в Швейцарии. Компания предоставляет услуги, связанные с операциями с ценными бумагами, обработкой финансовой информации, платёжными операциями, и создаёт цифровую инфраструктуру. Название компании SIX является аббревиатурой и расшифровывается как Швейцарская инфраструктура и биржа. SIX работает по всему миру, её штаб-квартира находится в Цюрихе.

## История компании
Компания Ticker AG в Цюрихе была основана с целью передачи информации о ценах на фондовом рынке. Она была предшественницей Telekurs AG, которая позже объединилась с другими компаниями и образовала SIX.
С открытием новой биржи начала работу и система биржевых тикеров. Этот биржевой тикер, один из первых на европейском континенте и специальное приложение к местному телеграфу, передавал цены Цюрихской фондовой биржи, цены закрытия других швейцарских и важных зарубежных фондовых бирж курсивом на узкой полоске бумаги любому количеству получателей.
Компания Ticker AG представила первое в мире биржевое телевидение и вызвала интерес СМИ этой новинкой: на экране можно было следить за ценами на акции до девяноста компаний. Газета Neue Zürcher Zeitung назвала биржевое телевидение первым в мире и посвятила этому техническому достижению технологическую статью. Позже компания Ticker AG сменила название на Telekurs AG.
Новая система онлайн-клиринга была основана на центральной компьютерной системе Telekurs с онлайн-доступом для участников. Платежи осуществлялись в швейцарских франках.
Фондовые биржи в Женеве, Базеле и Цюрихе объединились в Швейцарскую биржу.
В 1995 году Швейцарская биржа запустила электронную биржевую торговлю с интегрированным расчётом и хранением ценных бумаг и в следующем году прекратила торговлю по кругу. Необходимым условием для этого шага была связь с системой SECOM для SEGA и с межбанковской платёжной системой SIC, которая управляла Telekurs.
В 1999 году клиринговая система для платежей в евро, euroSIC, начала работу и предоставила швейцарским банкам доступ к европейским платёжным системам. SEGA объединилась с INTERSETTLE и образовала SIS Group. INTERSETTLE ранее отвечала за расчёты по ценным бумагам после биржевых торгов.
В июле 2003 года в Ольтене открылся Wertpapierwelt — первый музей исторических ценных бумаг, и сегодня эту выставку можно увидеть в Швейцарском финансовом музее в Цюрихе.
В 2005 году компания SIX Multipay Ltd запустила функцию DCC (динамическое преобразование валют), которая была доступна только на терминалах платёжных карт SIX Card Solutions Ltd. Комиссия по конкуренции (Weko) вмешалась и обвинила дочернюю компанию SIX в злоупотреблении доминирующим положением.
В декабре 2006 года компания SIX Multipay Ltd также сделала функцию DCC доступной для других поставщиков терминалов и раскрыла информацию об интерфейсе. Четыре года спустя Weko оштрафовала SIX на семь миллионов швейцарских франков.
1 января 2008 года SWX Group, SIS Group и Telekurs Group объединились в компанию Swiss Financial Markets Services AG. Таким образом, компания стала заниматься торговлей ценными бумагами, биржевыми операциями, финансовой информацией и платёжными операциями.
21 августа 2008 года Swiss Financial Markets Services Ltd была переименована в SIX Group Ltd.
В 2016 году вместе с различными швейцарскими банками SIX запустила и внедрила мобильное платёжное решение TWINT.
В 2018 году SIX заключила стратегическое партнёрское соглашение с Worldline. Worldline приобрела SIX Payment Services, а SIX владеет 27% акций Worldline.
SIX завершила сделку по покупке испанской BME в 2020 году.
27 марта 2024 года SIX приобрела контрольный пакет акций FactEntry, глобального поставщика справочных данных по фиксированным доходам, аналитики и решений для участников финансового рынка.

## Услуги

### Торговля ценными бумагами через Швейцарскую биржу SIX
SIX управляет Швейцарской фондовой биржей. Основными функциями Швейцарской биржи SIX являются допуск ценных бумаг к торгам, функционирование торговой платформы, мониторинг торгов и распространение рыночной информации. Акции, облигации, деривативы, инвестиционные фонды и сертификаты, среди прочего, торгуются на совместной торговой платформе Швейцарской биржи SIX и биржи структурированных продуктов SIX.
В качестве независимого подразделения SIX Управление по регулированию биржевой деятельности выполняет все задачи в рамках саморегулирования, предусмотренного Законом о фондовых биржах. Подразделение отделено от операционной деятельности и устанавливает правила для эмитентов и участников, контролирует торговлю и обеспечивает соблюдение правил.

### Финансовая информация
В рамках бизнес-подразделения «Финансовая информация» SIX получает финансовые данные в режиме реального времени от иностранных фондовых бирж и компаний и распространяет их. Это включает базовую информацию о зарегистрированных на бирже компаниях (справочные данные) и информацию о мерах, влияющих на капитал и права акционеров на голосование (корпоративные действия). Кроме того, клиенты SIX могут быть в курсе цен и рыночных ставок примерно по 15 миллионам финансовых инструментов. Кроме того, SIX рассчитывает такие индексы, как индекс швейцарского рынка (SMI) или индексы швейцарских облигаций (SBI). На основе финансовых данных SIX банки и другие участники рынка принимают решения о финансовых операциях и оценивают инвестиционные риски.

### Операции безналичных платежей
SIX обрабатывает платежи с помощью мобильных устройств, а также с помощью кредитных карт, дебетовых карт и карт предоплаты в Швейцарии, Австрии и Люксембурге, а также во многих других европейских странах. SIX также позволяет снимать фиатные деньги в банкоматах. Благодаря своей инфраструктуре SIX также создает необходимые безопасные условия для отелей, предприятий общественного питания и розничной торговли, чтобы они могли принимать платежи онлайн или в POS-терминалах с помощью мобильных платежей и платежных карт. В Австрии SIX иногда сама выпускала платёжные карты. В 2018 году SIX Payment Services AG была продана компании Worldline.

## Владелец
SIX принадлежит примерно 120 национальным и иностранным финансовым учреждениям, которые также являются основными пользователями её услуг. Компания не зарегистрирована на фондовой бирже.

## Инициативы
SIX поддерживает Швейцарский музей финансов (ранее Wertpapierwelt в Ольтен). В музее представлена мультимедийная выставка, посвященная истокам экономической системы и важности швейцарского финансового рынка и его инфраструктуры. SIX является одним из основателей инкубатора и акселератора FinTech F10. Здесь, например, сотрудники SIX работают вместе со стартапами над дальнейшим развитием финансовых технологий в Швейцарии.